# Takao (Schiff, 1932)

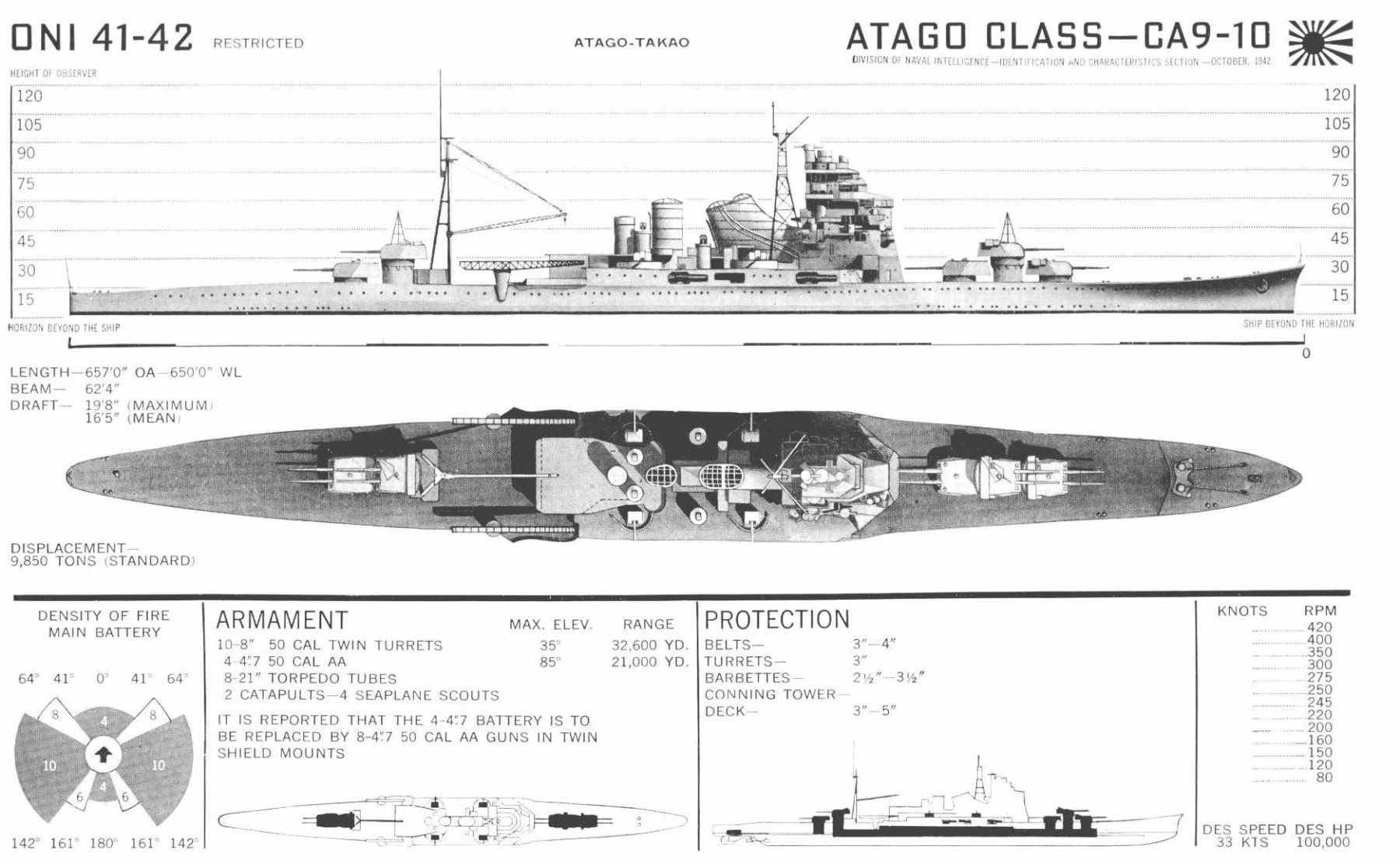
Zeichnung der Takao-Klasse

Die Takao (japanisch 高雄) war ein Schwerer Kreuzer der Kaiserlich Japanischen Marine, der von 1932 bis 1945 in Dienst stand. Benannt war das Schiff nach dem Berg Takao in der Nähe von Kyōto.

## Einsätze

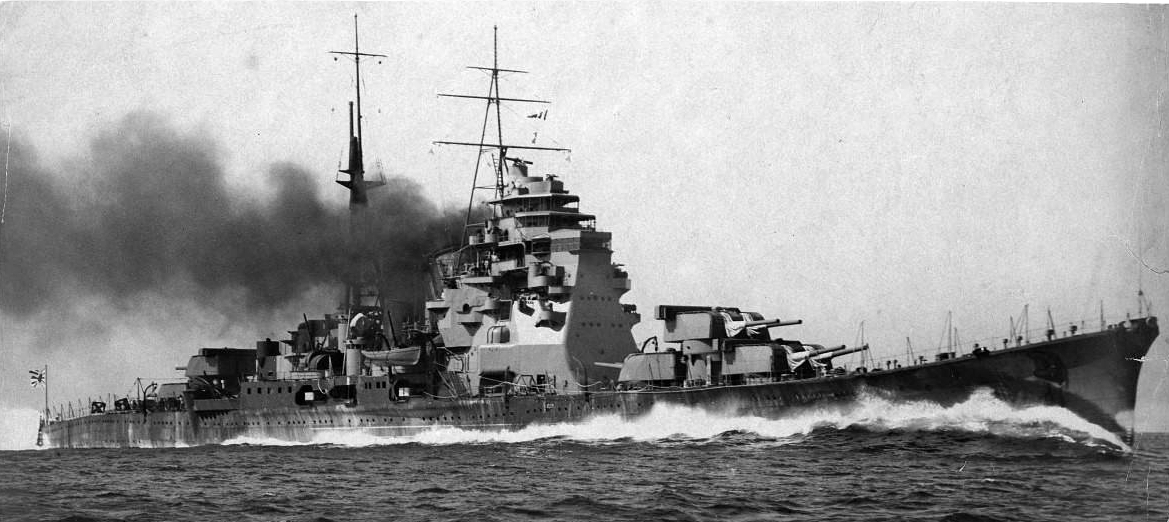
Die Takao 1932 auf Testfahrt

### Java und Aleuten
Zu Beginn des Zweiten Weltkriegs wurde die Takao der 4. Kreuzer-Division zugewiesen, zusammen mit ihren Schwesterschiffen Maya und Atago. Ende Dezember 1941 gab sie Unterstützungsfeuer während der Invasion der Philippinen. Im Frühjahr 1942 operierte die Takao in der Javasee und war im Verlauf dieses Einsatzes an der japanischen Invasion von Java Anfang März beteiligt. Am 1. März bombardierte ein Flugzeug der Takao einen niederländischen Frachter. Einen Tag später versenkte die Takao zusammen mit ihren Schwesterschiffen Atago und Maya sowie den Zerstörern Nowaki und Arashi den amerikanischen Zerstörer Pillsbury. Es gab keine Überlebenden. Am 4. März fingen die japanischen Schiffe die sich von Tjilatjap nach Fremantle zurückziehenden Trossschiffe der australischen Marine ab und versenkten alle Schiffe des lediglich durch die Sloop Yarra geschützten, kleinen Konvois.
Im Juni 1942 war die Takao in der Nähe der Aleuten eingesetzt. Dort nahm sie als Sicherung von zwei Flugzeugträgern am Angriff auf Dutch Harbor teil und unterstützte später die Invasionen japanischer Truppen auf Attu und Kiska. Während des Angriffs auf Dutch Harbor wurden mehrere ihrer Bordflugzeuge abgeschossen. Ihre Flugabwehr schoss im Zuge desselben Einsatzes einen amerikanischen B-17-Bomber ab.

### Guadalcanal
Während der Kämpfe um Guadalcanal im August 1942 verstärkte die Takao die japanischen Verteidiger. Der Einsatz führte schließlich zur Teilnahme an der Zweiten Seeschlacht vor Guadalcanal, wo die Takao zusammen mit der Atago das Schlachtschiff Kirishima begleitete und auf zwei amerikanische Schlachtschiffe stieß. Im Verlauf des Kampfes konnten die Japaner die South Dakota schwer beschädigen, jedoch wurde die Kirishima von den Amerikanern so schwer beschädigt, dass sie am nächsten Morgen aufgegeben werden musste. Die Takao kam ohne Schäden davon.
1943 wurde die Takao im Hafen von Rabaul von Sturzkampfbombern angegriffen, die schwere Schäden anrichteten und eine längere Reparaturphase in Japan nach sich zogen.

### Leyte
Während der See- und Luftschlacht im Leyte-Golf wurde die Takao am 23. Oktober 1944 von zwei Torpedos des U-Boots USS Darter getroffen. Die Takao bekam Schlagseite, und mehrere Kesselräume liefen voll. Sie konnte sich allerdings noch in den Hafen von Singapur retten, da die Darter bei der Verfolgung des angeschlagenen Kreuzers auf ein Riff lief und das einzige andere in der Nähe befindliche amerikanische U-Boot ihr zu Hilfe kommen musste.

### Untergang
Im Hafen erkannte man die Schwere der Schäden und baute den Kreuzer zu einer Luftabwehrplattform um. Bei dieser Gelegenheit erhielt die Takao auch einen Tarnanstrich (ähnlich wie der Anstrich der Myōkō, aber noch aufwendiger). In Singapur wurde die Takao schließlich am 31. Juli 1945 Ziel der britischen Kommandooperation Operation Struggle, welche Schiffe im Hafen von Singapur mit Kleinst-U-Booten angriff. Sechs am Rumpf des Kreuzers angebrachte Haftminen sprengten ein 10 m × 20 m großes Loch in die Seitenwand und setzten das Schiff endgültig außer Gefecht. Am 5. September 1945 ergab sich die japanische Besatzung den Briten.
Nach dem Krieg diente die Takao als Übungsziel und wurde am 19. Oktober 1946 vom Kreuzer HMS Newfoundland endgültig versenkt.

## Liste der Kommandanten
| Nr. | Name                                     | Beginn der Amtszeit | Ende der Amtszeit | Bemerkungen                                  |
| --- | ---------------------------------------- | ------------------- | ----------------- | -------------------------------------------- |
| 1.  | Kapitän zur See Ando Takashi             | 31. Mai 1932        | 1. November 1932  | ab 15. Mai 1930 mit der Baubelehrung betraut |
| 2.  | Kapitän zur See Sawamoto Yorio           | 1. November 1932    | 15. November 1933 |                                              |
| 3.  | Kapitän zur See Nagumo Chūichi           | 15. November 1933   | 15. November 1934 |                                              |
| 4.  | Kapitän zur See Gotō Eiji                | 15. November 1934   | 15. November 1935 |                                              |
| 5.  | Kapitän zur See Hara Kenzaburo           | 15. November 1935   | 1. Dezember 1936  |                                              |
| 6.  | Kapitän zur See Takagi Takeo             | 1. Dezember 1936    | 1. Dezember 1937  |                                              |
| -   | Kapitän zur See Markgraf Daigo Tadashige | 1. Dezember 1937    | 3. Juni 1938      | mit der Wahrnehmung der Geschäfte betraut    |
| 7.  | Kapitän zur See Matsuyama Mitsuharu      | 3. Juni 1938        | 15. November 1939 |                                              |
| 8.  | Kapitän zur See Kobayashi Kengo          | 15. November 1939   | 1. November 1940  |                                              |
| 9.  | Kapitän zur See Yamaguchi Jihei          | 1. November 1940    | 15. August 1941   |                                              |
| 10. | Kapitän zur See Asakura Bunji            | 15. August 1941     | 23. Februar 1943  |                                              |
| 11. | Kapitän zur See Inoguchi Toshihira       | 23. Februar 1943    | 28. Oktober 1943  |                                              |
| 12. | Kapitän zur See Hayashi Shigechika       | 28. Oktober 1943    | 29. August 1944   |                                              |
| 13. | Kapitän zur See Onoda Sutejiro           | 29. August 1944     | 22. März 1945     |                                              |
| 14. | Kapitän zur See Ishisaka Takeo           | 22. März 1945       | ?                 |                                              |

## Belege und Verweise

### Bemerkungen
1. ↑  für Juli 1939 nach Japanese Cruisers of the Pacific War, S. 289